# Hreidmar
Hreidmar (Hreiðmar) byl trpaslík, mocný král a čaroděj. Měl tři syny Fáfniho, Regina, Otra. Jeho syn Otr, ten byl zrovna proměněn ve vydru, když byl omylem zabit Lokim. A Hreimdar sám byl posléze zabit svými zbylými syny, když jej dostihla kletba Andvariho prstenu, jež přinesl  Loki jako výkupné za sebe Ódina a Höniho. 